# 크리스티나 피메노바
크리스티나 루슬라노브나 피메노바(러시아어: Кристина Руслановна Пименова, 2005년 12월 27일 ~)는 러시아의 슈퍼모델이다. 그녀는 "세계에서 가장 아름다운 소녀"라고 불리고 있다.

## 생애
크리스티나 피메노바는 FC 디나모 민스크, FC 로코모티프 모스크바, 러시아 축구 국가대표팀에서 활약한 축구 선수인 루슬란 피메노프의 딸이다.
크리스티나는 러시아 모스크바에서 태어났지만, 태어난지 석달만에 프랑스로 이사해서 그곳에서 1년간 머물렀다. 그녀는 2009년부터 모델 활동을 시작했다.
크리스티나는 아르마니, 로베르토 카발리, 에르마노 셰르비노, 펜디, 베네통 등과 같은 브랜드와 모델 계약을 체결하였다. 크리스티나는 로베르토 카발리 주니어, 아르마니 주니어 등 다수의 광고에 모델로 출현하였다. 피메노바는 2015년 보그 잡지에 실렸다.
피메노바의 페이스북은 3백만 이상의 좋아요가 있고, 인스타그램은 백만 이상의 팔로워가 있는데, 두 SNS 계정 모두 그녀의 어머니인 글리케리야가 관리한다.
피메노바는 리듬 체조 선수로 전 리듬 체조 세계 챔피언인 올가 카프라노바에게 트레인받았다.